# Jacquemontia oaxacana
Jacquemontia oaxacana är en vindeväxtart som först beskrevs av Carl Daniel Friedrich Meisner, och fick sitt nu gällande namn av Hallier f. Jacquemontia oaxacana ingår i släktet Jacquemontia och familjen vindeväxter. Inga underarter finns listade i Catalogue of Life.